# Братанов, Кирилл
Кирилл Цочев Братанов (5 марта 1911, Луковит, Болгария — 16 октября 1986, София, Болгария) — болгарский биолог и иммунолог, член Болгарской АН (1962), член (1962) и вице—президент (1963—73) академии сельскохозяйственных наук Болгарии.

## Биография
Родился 5 марта 1911 года в Луковите. В 1930 году поступил в СофГУ, который он окончил в 1935 году. В 1944 году избран на должность директора НИИ биологии, иммунологии, репродукции и развития организмов, где проработал до самой смерти, одновременно с этим с 1954 по 1989 год занимал должность профессора зоотехнического факультета Высшего сельскохозяйственного института имени Г. Дмитриева.
Скончался 16 октября 1986 года в Софии.

## Научные работы
Основные научные работы посвящены биологии, иммунологии, репродукции и повышению продуктивности сельскохозяйственных животных и вопросам их искусственного осеменения.
- Провёл фундаментальные исследования процесса оплодотворения: изучал его морфологию, биохимию, физиологию и патологию.

## Членство в обществах
- Иностранный член ВАСХНИЛ (с 1967).
- Член ряда академий наук и научных обществ.

## Награды и премии
- 1951 — Димитровская премия